# La notte di fronte
La notte di fronte (La noche de enfrente) è un film del 2012 diretto da Raúl Ruiz.

## Trama
La vicenda si svolge nella città cilena di Antofagasta in epoca contemporanea. Don Celso Barra, un anziano impiegato, è alla vigilia del pensionamento per limiti di età; l'imminente ritiro dalla vita attiva, non gradito, lo spinge a pensare al tempo che passa e alla morte. Immagina il suo suicidio o il suo assassinio. Don Celso frequenta Jean Giono, un professore di lingua francese omonimo dello scrittore, col quale discute dei problemi legati alla traduzione dal francese allo spagnolo. Rivede inoltre se stesso bambino colloquiare con i suoi eroi (Long John Silver, Ludwig van Beethoven).

## Storia
La notte di fronte è un'opera postuma del regista franco-cileno Raúl Ruiz, morto a Parigi il 19 agosto 2011. Tratto liberamente dal romanzo omonimaodello scrittore cileno Hernán del Solar (1901-1985), il film è stato presentato nella sezione Quinzaine des Réalisateurs del Festival di Cannes del 2012 il 19 maggio 2012. È stato inoltre proiettato al Toronto International Film Festival al New York Film Festival del 2012.. Non è stato ancora distribuito nelle sale cinematografiche italiane; è stato tuttavia trasmesso in televisione da Rai 3 il 3 novembre 2012 nel programma Fuori orario con dialoghi in spagnolo e sottotitoli in lingua italiana.